# Альбітуйське сільське поселення
Альбіту́йське сільське поселення (рос. Альбитуйское сельское поселение) — сільське поселення у складі Красночикойського району Забайкальського краю Росії.
Адміністративний центр — село Альбітуй.

## Населення
Населення сільського поселення становить 462 особи (2019; 575 у 2010, 738 у 2002).

## Склад
До складу сільського поселення входять:
| Населений пункт    | Населення, осіб (2002) | Населення, осіб (2010) |
| ------------------ | ---------------------- | ---------------------- |
| Альбітуй, село     | 386                    | 350                    |
| Гутай, село        | 154                    | 88                     |
| Нижній Нарим, село | 198                    | 137                    |